# العلاقات البوروندية الليختنشتانية
العلاقات البوروندية الليختنشتانية هي العلاقات الثنائية التي تجمع بين بوروندي وليختنشتاين.

## مقارنة بين البلدين
هذه مقارنة عامة ومرجعية للدولتين:
| وجه المقارنة                                              | بوروندي                                    | ليختنشتاين                                 |
| --------------------------------------------------------- | ------------------------------------------ | ------------------------------------------ |
| المساحة (كم2)                                             | 27.83 ألف                                  | 16                                         |
| عدد السكان (نسمة)                                         | 10.86 مليون                                | 37.47 ألف                                  |
| الكثافة السكانية (ن./كم²)                                 | 390.23                                     | 234.19 ألف                                 |
| العاصمة                                                   | بوجومبورا، جيتيغا                          | فادوتس                                     |
| اللغة الرسمية                                             | اللغة الكيروندية، لغة فرنسية، لغة إنجليزية | اللغة الألمانية                            |
| العملة                                                    | فرنك بوروندي                               | فرنك سويسري                                |
| الناتج المحلي الإجمالي (بليون دولار)                      | 3.48 مليار                                 | 6.29 مليار                                 |
| الناتج المحلي الإجمالي (تعادل القوة الشرائية) بليون دولار | 8.13 مليار                                 |                                            |
| الناتج المحلي الإجمالي الاسمي للفرد دولار أمريكي          | 277                                        |                                            |
| الناتج المحلي الإجمالي للفرد دولار أمريكي                 | 77                                         |                                            |
| مؤشر التنمية البشرية                                      | 0.400                                      | 0.908                                      |
| رمز المكالمات الدولي                                      | +257                                       | +423                                       |
| رمز الإنترنت                                              | .bi                                        | .li                                        |
| المنطقة الزمنية                                           | ت ع م+02:00                                | توقيت وسط أوروبا، ت ع م+01:00، ت ع م+02:00 |

## منظمات دولية مشتركة
يشترك البلدان في عضوية مجموعة من المنظمات الدولية، منها:
| علم المنظمة | اسم المنظمة                   | تاريخ انضمام بوروندي | تاريخ انضمام ليختنشتاين |
| ----------- | ----------------------------- | -------------------- | ----------------------- |
|             | الاتحاد البريدي العالمي       | ?                    | ?                       |
|             | الاتحاد الدولي للاتصالات      | 16 فبراير 1963       | 25 يوليو 1963           |
|             | منظمة حظر الأسلحة الكيميائية  | ?                    | ?                       |
|             | منظمة التجارة العالمية        | 23 يوليو 1995        | ?                       |
|             | منظمة الشرطة الجنائية الدولية | ?                    | ?                       |
|             | الأمم المتحدة                 | 18 سبتمبر 1962       | 18 سبتمبر 1990          |